# برج نور العرب
قرية برج نور العرب هي إحدى القرى التابعة لمركز السنبلاوين في محافظة الدقهلية في جمهورية مصر العربية. حسب إحصاءات سنة 2006، بلغ إجمالي السكان في برج نور العرب 5106 نسمة، منهم 2544 رجل و2562 امرأة.

## التاريخ
قرية برج نور العرب من القرى القديمة، حيث وردت باسم «برج النور» في أعمال الشرقية ضمن قرى الروك الناصري التي أحصاها ابن الجيعان في كتاب «التحفة السنية بأسماء البلاد المصرية». وفي العصر العثماني وردت باسم «برج نور العرب» في التربيع العثماني الذي أجراه الوالي العثماني سليمان باشا الخادم في عصر السلطان العثماني سليمان القانوني ضمن قرى ولاية الدقهلية، وفي تاريخ 1228هـ/1813م الذي عدّ قرى مصر بعد المسح الذي قام به محمد علي باشا باسم «برج نور العرب» ضمن قرى مديرية الدقهلية.